# Kreis Cegléd
Der Kreis Cegléd (ungarisch Ceglédi járás) ist ein Kreis im Südosten des zentralungarischen Komitats Pest. Er grenzt im Westen an den Kreis Dabas, im Nordwesten an den Kreis Monor sowie im Norden an den Kreis Nagykáta. Im Süden trennt der Kreis Cegléd den Kreis Nagykőrös vom Hauptteil des Komitats ab. Im Westen bildet der Kreis Szolnok (Komitat Jász-Nagykun-Szolnok) die Grenze.

## Geschichte
Der Kreis wurde zur ungarischen Verwaltungsreform Anfang 2013 aus 12 der 15 Gemeinden des gleichnamigen Kleingebiets (ungarisch Ceglédi kistérség) gebildet. Die anderen 3 Gemeinden wechselten zum südlicher gelegenen Kreis Nagykőrös.

## Gemeindeübersicht
Der Kreis Cegléd hat eine durchschnittliche Gemeindegröße von 7.300 Einwohnern auf einer Fläche von 73,86 Quadratkilometern. Der größte Kreis hat die vierthöchste Bevölkerungszahl und eine Bevölkerungsdichte unter dem Komitatswert. Der Kreissitz befindet sich in der größten Stadt, Cegléd, im Zentrum des Kreises gelegen.
| 12 Gemeinden   | Status   | Herkunft Kleingebiet | Einwohnerzahl | Einwohnerzahl | Einwohnerzahl | Fläche (km²) | Bevölkerungs- dichte (Ew./km²) |
| 12 Gemeinden   | Status   | Herkunft Kleingebiet | 01.10.2011    | 01.01.2013    | 01.01.2016    | 01.01.2016   | Bevölkerungs- dichte (Ew./km²) |
| -------------- | -------- | -------------------- | ------------- | ------------- | ------------- | ------------ | ------------------------------ |
| Abony          | Stadt    | Cegléd               | 14.916        | 14.769        | 14.508        | 127,97       | 113,4                          |
| Albertirsa     | Stadt    | Cegléd               | 12.016        | 12.181        | 12.188        | 72,96        | 167,1                          |
| Cegléd         | Stadt    | Cegléd               | 36.645        | 36.384        | 35.616        | 244,87       | 145,4                          |
| Ceglédbercel   | Gemeinde | Cegléd               | 4.346         | 4.364         | 4.235         | 28,15        | 150,4                          |
| Csemő          | Gemeinde | Cegléd               | 4.048         | 4.166         | 4.227         | 79,44        | 53,2                           |
| Dánszentmiklós | Gemeinde | Cegléd               | 2.844         | 3.103         | 2.920         | 38,00        | 76,8                           |
| Jászkarajenő   | Gemeinde | Cegléd               | 2.751         | 2.724         | 2.673         | 65,15        | 41,0                           |
| Kőröstetétlen  | Gemeinde | Cegléd               | 889           | 904           | 828           | 32,65        | 25,4                           |
| Mikebuda       | Gemeinde | Cegléd               | 666           | 681           | 674           | 42,17        | 16,0                           |
| Tápiószőlős    | Gemeinde | Cegléd               | 2.926         | 2.928         | 2.809         | 31,79        | 88,4                           |
| Törtel         | Gemeinde | Cegléd               | 4.333         | 4.383         | 4.340         | 84,16        | 51,6                           |
| Újszilvás      | Gemeinde | Cegléd               | 2.572         | 2.674         | 2.581         | 38,98        | 66,2                           |
| Kreis Cegléd   |          |                      | 88.952        | 89.261        | 87.599        | 886,29       | 98,8                           |